# Пам'ятник Миколі Скліфосовському (Полтава)
Пам'ятник Миколі Скліфосовському в Полтаві — пам'ятник видатному українському хірургу Миколі Васильовичу Скліфосовському (1836—1904) в обласному центрі України місті Полтаві, де він жив і працював останні роки життя.

## Загальна інформація
Монумент встановлено на честь 75-річчя з дня смерті видатного медика 25 травня 1979 року перед центральним входом до головного корпусу обласної клінічної лікарні, яка носить його ім'я, за адресою вулиця Шевченка, 23.

## Опис
Пам'ятник являє собою гранітне погруддя висотою 1,6 м на постаменті висотою 2,4 м. На постаменті — меморіальний напис «Від хірургів Радянської України і вдячних полтавців» (російською мовою).